# Укус змії (коктейль)
Укус змії (англ. Snakebite)— це алкогольний напій, що складається з рівних часток лагеру та сидру.
У Великій Британії Укус змії можуть подавати з невеликою кількістю чорносмородинового сиропу; в такому разі напій називають «укус змії з чорним» (англ. «snakebite and black»). Натомість в США замість лагеру можуть додавати стаут.
Укус змії з чорним також відомий під назвою дизель. До міцнішої версії напою (турбодизель) ще входить частка горілки.

## Доступність у Великій Британії
Укус змії подають переважно пінтами. Подавати напій з окремих розливних кранів чи пляшок не є забороненим, хоча певні джерела стверджують протилежне. У 2001 році колишньому президентові США Біллу Клінтону відмовили приготувати укус змії, коли той замовив його в закладі Old Bell Tavern, що в місті Харроґейт в Північному Йоркширі. Менеджер пабу, Джеймі Аллен, сказав, що «Подавати цей напій в Британії — нелегально».